# Почесний знак УЄФА
Почесний знак УЄФА (фр. Plaque UEFA) — почесний знак визнання з боку Союзу європейських футбольних асоціацій (УЄФА) італійського футбольного клубу «Ювентус», коли цим клубом були виграні всі три основні турніри УЄФА, а саме Кубок європейських чемпіонів, Кубок володарів кубків УЄФА і Кубок УЄФА. Це перша команда в європейському футболі, яка домоглася подібного успіху. У 1992 році це повторив амстердамський «Аякс», а в 1996 році цього ж домоглася мюнхенська «Баварія».
Премія являє собою прямокутну срібну меморіальну дошку, на яку накладено зменшені копії трьох виграних трофеїв, над ними лавровий вінок і емблема УЄФА. Крім того, на дошці є такий напис:
| Ліві лапки | Нагорода Від УЄФА «Ювентусу» Перший клуб, який виграв три міжнародних клубних змаганнях УЄФА Кубок європейських чемпіонів Кубок володарів кубків УЕФА Кубок УЄФА. | Праві лапки |

12 липня 1988 року, на жреб'ївці перед початком нового розіграшу Кубка європейських чемпіонів сезону 1988/89 в Женеві (Швейцарія), колишній президент УЄФА Жак Жорж вперше вручив нагороду президенту «Ювентусу» Джамп'єро Боніперті.